# Fordbridge
Fordbridge är en civil parish i Storbritannien.   Den ligger i distriktet Solihull i grevskapet West Midlands i riksdelen England, i den södra delen av landet, 150 km nordväst om huvudstaden London.